# Lamier
Lamium
Genre
Classification APG III (2009)
Les lamiers, Lamium en latin, est un genre de plantes à fleurs de la famille des Lamiaceae. Ce sont des plantes herbacées. Ses espèces sont annuelles ou pérennes.

## Étymologie
Le nom de lamier est la francisation de Lamium issu du latin lamia, tiré du même mot grec désignant une créature monstrueuse (Lamia, ogresse dans la mythologie grecque), provenant de laimos, « gorge, gosier ». La corolle bilabiée des lamiers peut évoquer, pour un esprit imaginatif, la gueule ouverte de ces lamies monstrueuses.

## Description
Ce sont des plantes à tige de section carrée, à feuilles simples généralement dentées (quand il n'y a pas les fleurs on peut la confondre avec l'ortie), à fleurs en verticilles. Les inflorescences sont des verticilles, rapprochés au sommet de la tige. Les sépales forment un calice en forme de tube se terminant par 5 dents égales, les pétales forment eux une corolle à deux lèvres, la supérieure en forme de casque, masquant les étamines, à 3 lobes, le médian élargi, bilobé et les 2 latéraux très petits, en forme de dents. Les akènes sont tronqués au sommet. On en rencontre une quarantaine d'espèces en Europe, Afrique du Nord et Asie.

## Utilisations
Les lamiers (Lamier pourpre, ortie blanche…) ont de nombreuses utilisations alimentaires, médicinales et des usages ludiques.[pas clair]
Généralement résistants au gel et poussant bien dans la plupart des sols, certains sont largement cultivées comme couvre-sol. De nombreux cultivars ont été créés par sélection comme plantes décoratives pour le jardin.
Si les conditions de sols et d'exposition leur conviennent, ils font spontanément de bons couvre-sols, décoratifs. Les espèces à fleurs blanches et violettes sont généralement plantées au printemps en zone ensoleillée. Les lamiers à fleurs jaunes sont plantées en automne (automne) et préfèrent l'ombre (plante de sous-bois dans la Nature).

## Liste d'espèces
Selon World Checklist of Selected Plant Families (WCSP) (31 Jan 2011) :
- Lamium album L. (1753) - L'ortie blanche ou lamier blanc
- Lamium amplexicaule L. (1753) -  Lamier amplexicaule
- Lamium bifidum Cirillo (1788)
- Lamium caucasicum Grossh. (1944)
- Lamium chinense Benth. (1848)
- Lamium confertum Fr., Summa Veg. Scand.: 15, 198 (1845)
- Lamium coutinhoi J.G.García (1947)
- Lamium eriocephalum Benth. (1848)
- Lamium flexuosum Ten. (1820)
- Lamium galactophyllum Boiss. & Reut. (1879)
- Lamium galeobdolon (L.) L. (1759) - Lamier jaune ou ortie jaune
- Lamium garganicum L. (1763) - Lamier à grandes fleurs ou ortie morte
- Lamium gevorense (Gómez Hern.) Gómez Hern. & A.Pujadas (2005)
- Lamium gilongensis H.W.Li (1985)
- Lamium glaberrimum (K.Koch) Taliev (1902)
- Lamium × holsaticum Prahl (1890)
- Lamium kwangtungense (C.Y.Wu) ined..
- Lamium macrodon Boiss. & A.Huet (1859)
- Lamium maculatum (L.) L. (1763) - Lamier tacheté
- Lamium moschatum Mill. (1768)
- Lamium multifidum L. (1753)
- Lamium orientale (Fisch. & C.A.Mey.) E.H.L.Krause (1903)
- Lamium orvala L., Syst. Nat. ed. 10 (1759)
- Lamium purpureum L. (1753) - Lamier pourpre
- Lamium szechuanense (C.Y.Wu) ined..
- Lamium taiwanense S.S.Ying (1991)
- Lamium tomentosum Willd. (1800)
- Lamium tschorochense A.P.Khokhr., Bull. Moskovsk. Obshch. Isp. Prir., Otd. Biol., n.s. (1995)
- Lamium vreemanii A.P.Khokhr., Bull. Moskovsk. Obshch. Isp. Prir., Otd. Biol., n.s. (1995)
- Lamium yangsoense (Y.Z.Sun) ined..

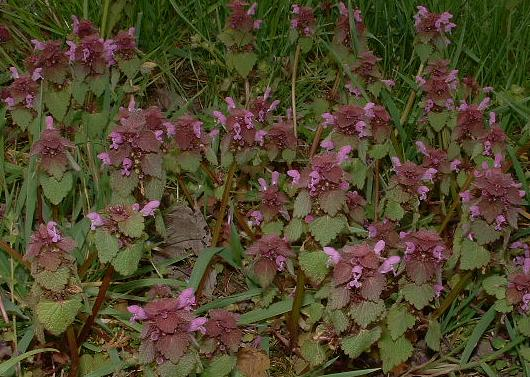
Lamier pourpre.
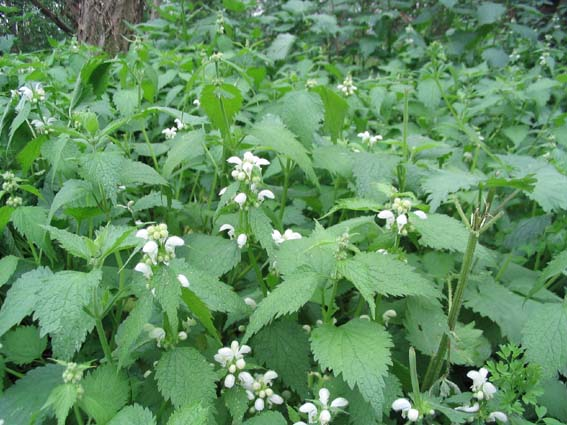
Lamier blanc ou "Ortie blanche".
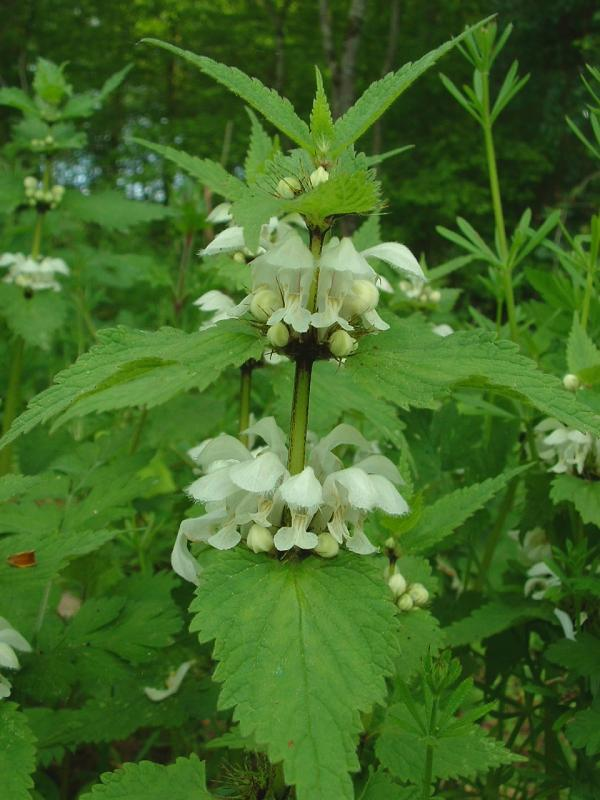
Lamier blanc.
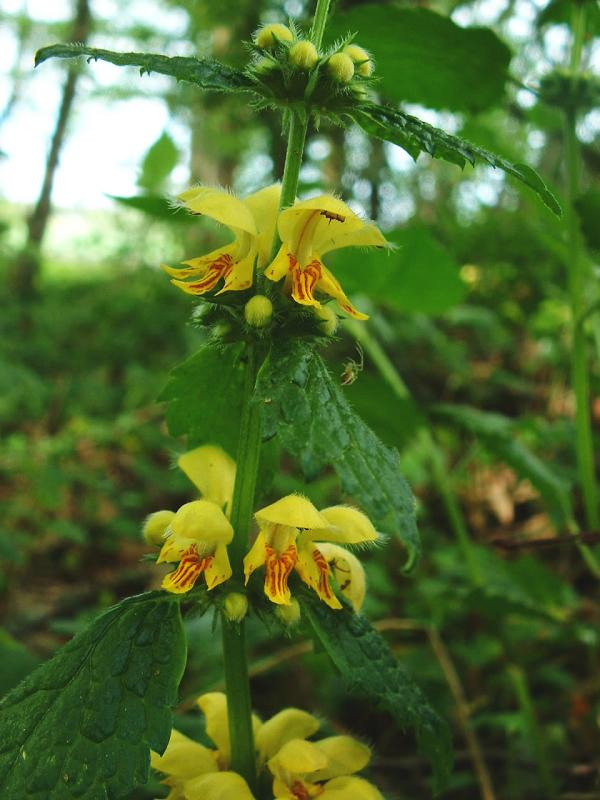
Lamier jaune ou "Ortie jaune".
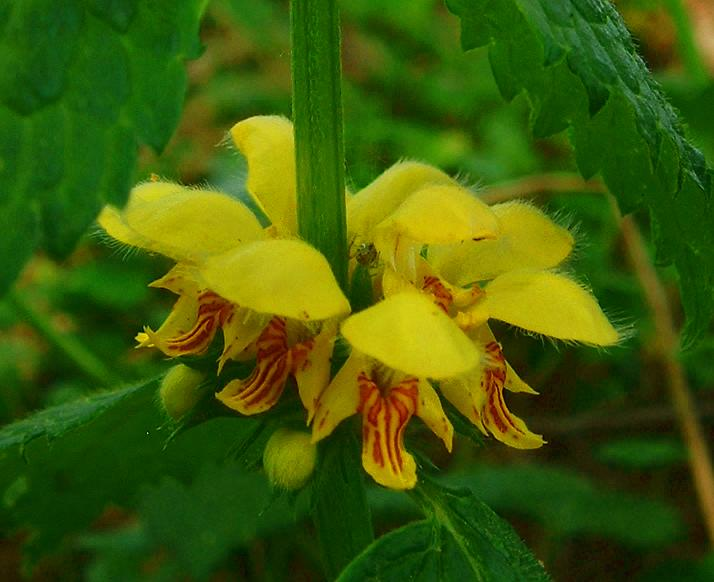
Lamier jaune (détail).
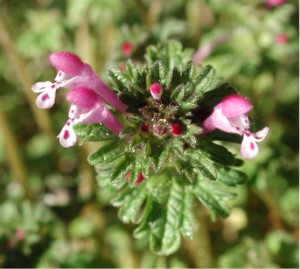
Lamier amplexicaule.
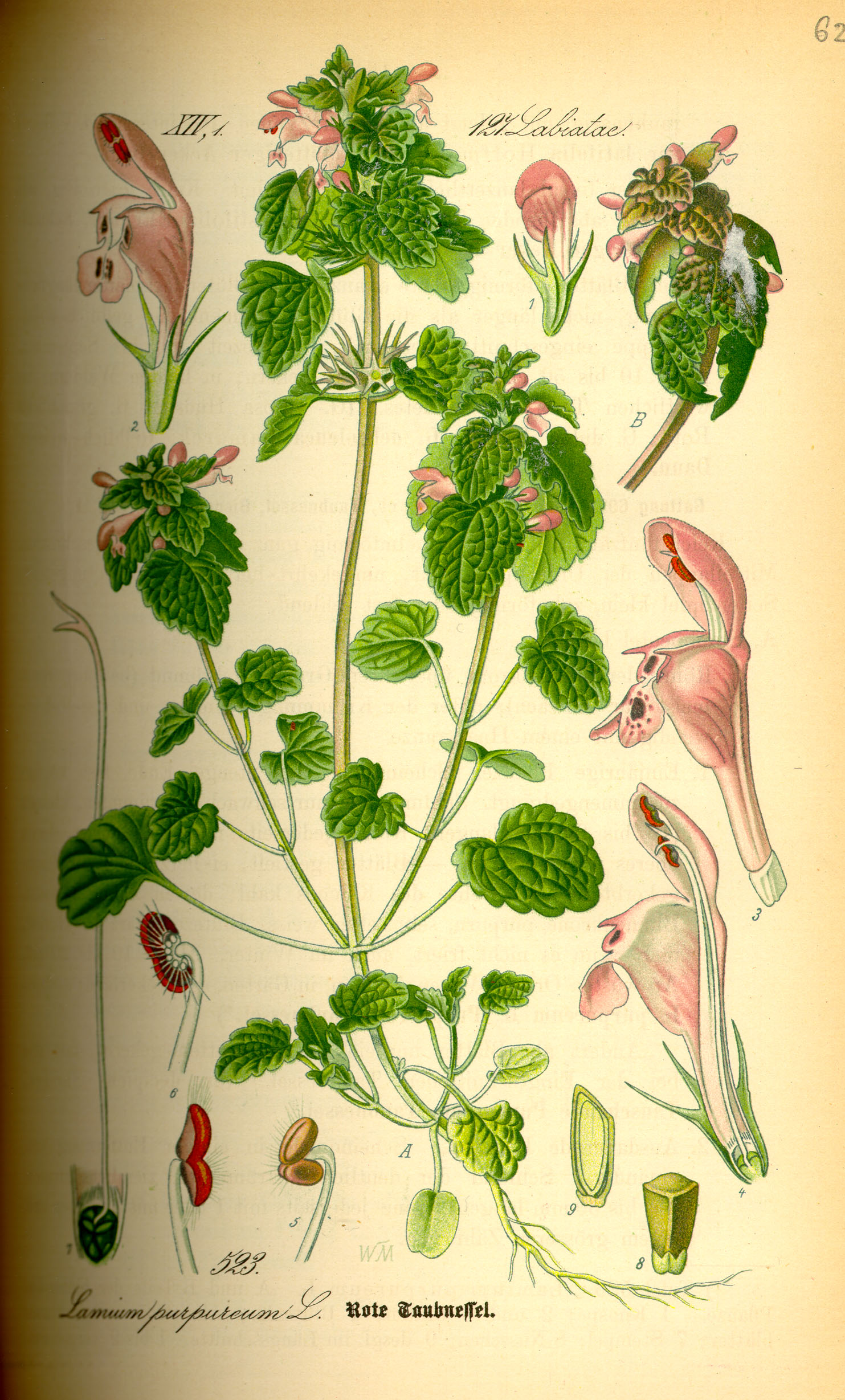
Lamier pourpre.
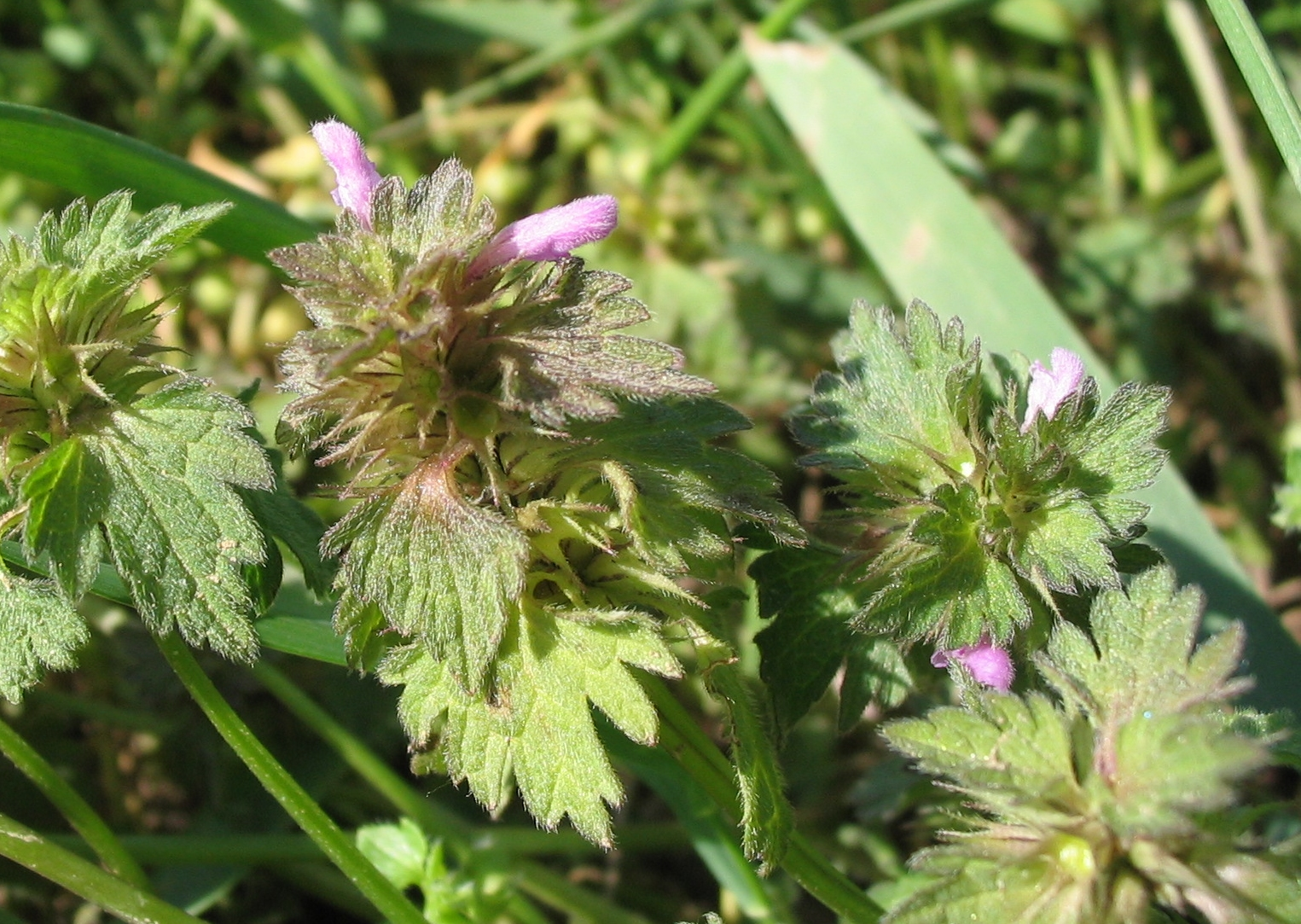
Lamier hybride.

## Plante hôte
Les chenilles des lépidoptères suivants se nourrissent de lamier :
- le C noir (Xestia C-nigrum L. famille des Noctuidae),
- le Casque (Noctua janthina famille des Noctuidae),
- l'Écaille chinée (Euplagia quadripunctaria, famille des Erebidae),
- la Feuille d'or (Autographa bractea L. famille des Noctuidae),
- la Frangée (Noctua fimbriata famille des Noctuidae),
- l'Iota (Autographa iota L. famille des Noctuidae),
- la Liture (Agrochola litura L. famille des Noctuidae),
- la Noctuelle typique (Naenia typica L.),
- la Périzome coupée (Perizoma alchemillata, famille des Geometridae),
- la Plusie vert-doré (Diachrysia chrysitis, famille des Noctuidae),
- le Sphinx du pissenlit (Syntomi phegea L., famille des Syntomidae)[6].